# Crook (Cumbria)
Pour les articles homonymes, voir Crook.
Crook est un village et une paroisse civile de Cumbria, situé dans le nord-ouest de l'Angleterre. 

## Patrimoine
L'église Sainte-Catherine a été construite dans les années 1880 par Stephen Shaw, un architecte local, dans un style perpendiculaire tardif sobre. Le clocher d'une église antérieure, construite vers 1620, se trouve encore à proximité ; le reste du bâtiment a été démoli en 1887 en raison de défauts structurels.
À un kilomètre et demi au nord du village, Hollin Hall (en)| est un bâtiment classé Grade II.
L'artiste Andy Goldsworthy y a réalisé deux enclos à moutons.

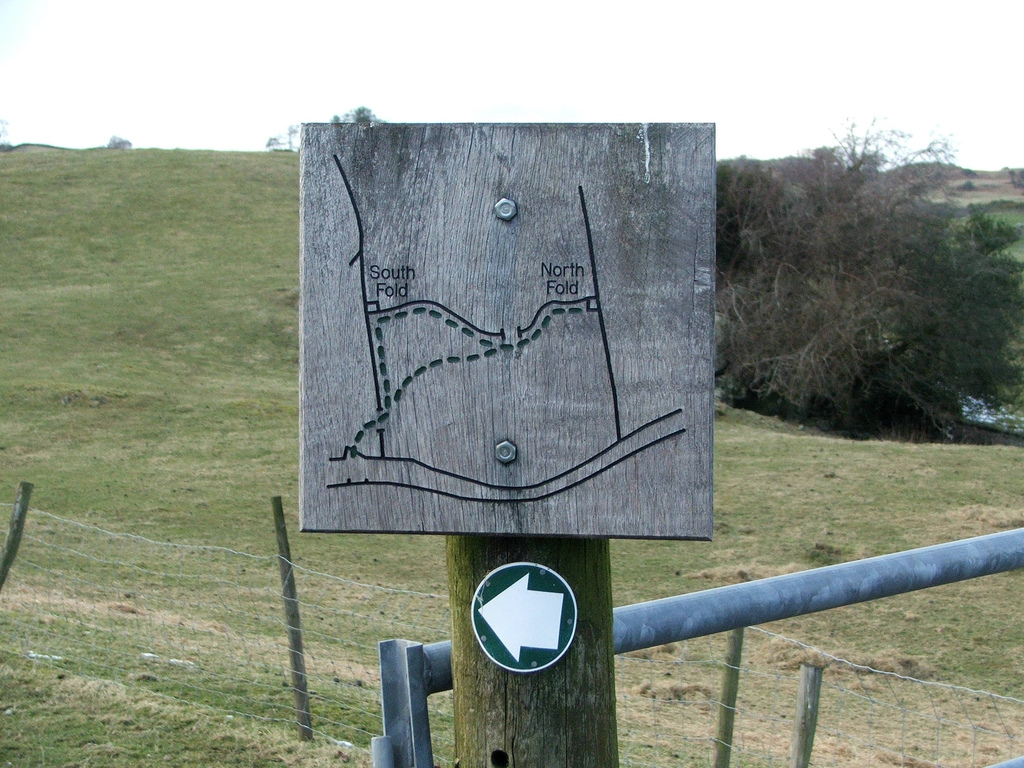
Carte de localisation des enclos à moutons de Crook.
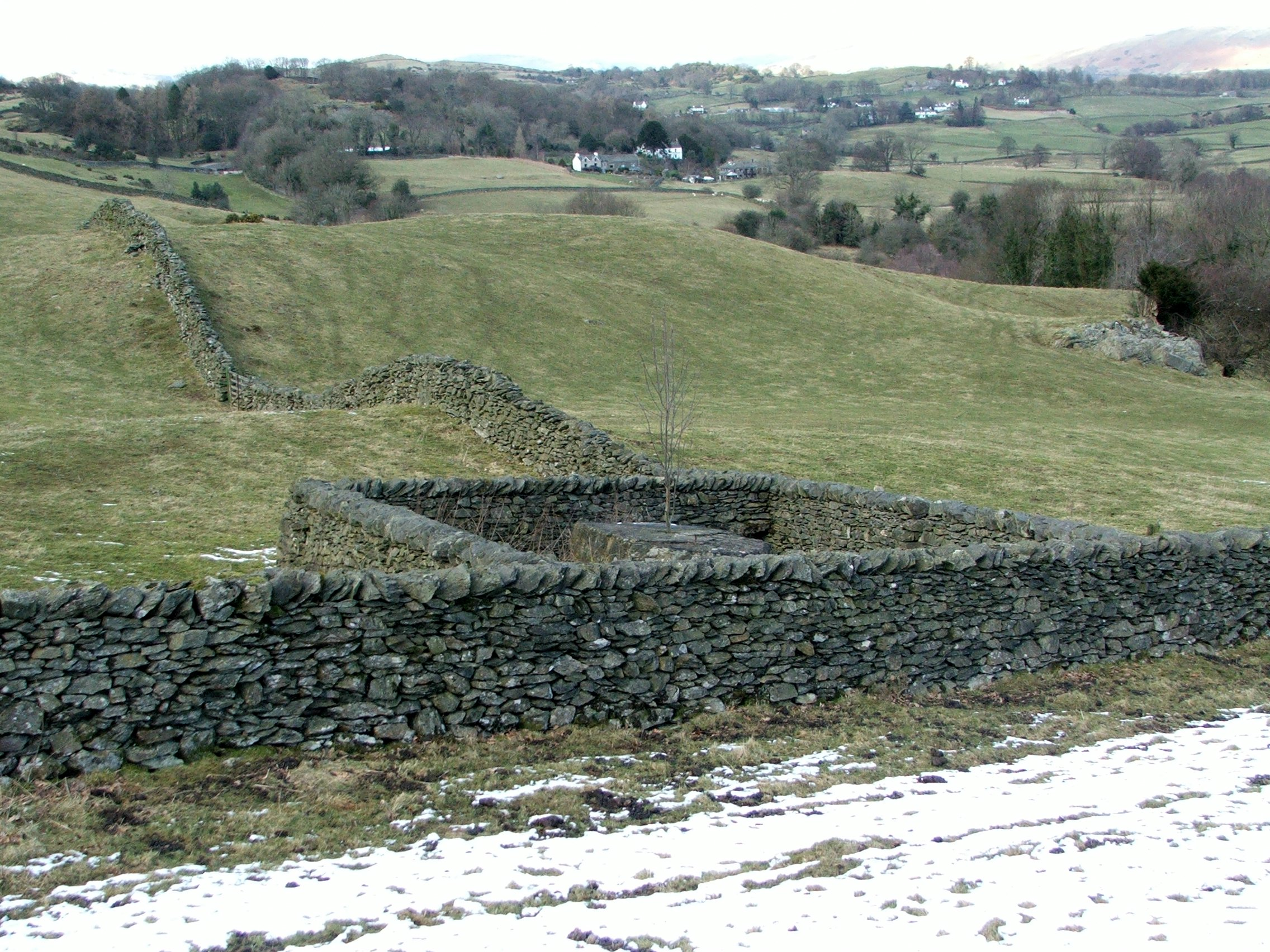
Sheepfold (1996-2003) : enclos à moutons de Crook, avec arbre poussant dans un trou du rocher.
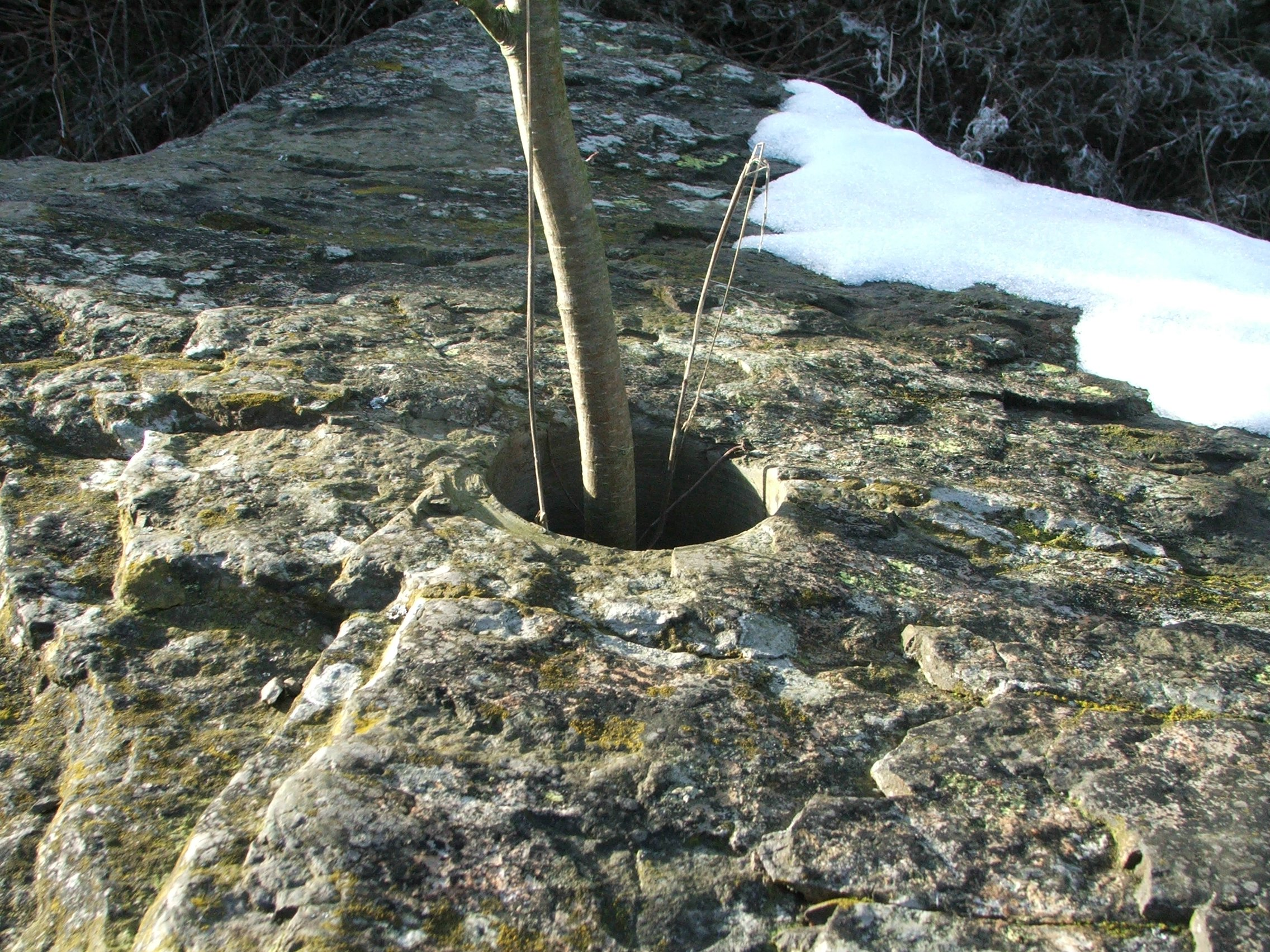
Enclos à moutons de Crook : en grandissant, l'arbre fissurera le rocher.